# Поль-Жозе Мпоку
Поль-Жозе́ Мпоку́ Ебу́нж (фр. Paul-José M'Poku Ebunge; нар. 19 квітня 1992, Кіншаса, Демократична Республіка Конго) — конголезький футболіст, нападник національної збірної ДР Конго та грецького клубу «Панатінаїкос».

## Клубна кар'єра
Вихованець юнацьких команд футбольних клубів «Стандард» (Льєж) та «Тоттенгем Готспур».
У дорослому футболі дебютував 2010 року виступами за команду англійського клубу «Лейтон Орієнт», в якій провів один сезон на правах оренди з «Тоттенгем Готспур», взявши участь у 27 матчах чемпіонату. 
Своєю грою за цю команду привернув увагу представників тренерського штабу клубу «Стандард» (Льєж), до складу якого приєднався 2011 року. Відіграв за команду з Льєжа наступні чотири сезони своєї ігрової кар'єри. Більшість часу, проведеного у складі «Стандарда», був основним гравцем атакувальної ланки команди.
У сезоні 2015 на правах оренди захищав кольори команди клубу «Кальярі».
2015 року уклав контракт з клубом «К'єво», у складі якого провів наступний рік своєї кар'єри гравця. 
До складу клубу «Панатінаїкос» на правах оренди приєднався 2016 року.

## Виступи за збірні
2007 року дебютував у складі юнацької збірної Бельгії на рівнях U-15, U-16, U-17, U-18, U-19 та U-21, взяв участь у 43 іграх на юнацькому рівні, відзначившись 15 забитими голами.
Протягом 2011–2014 років залучався до складу молодіжної збірної Бельгії. На молодіжному рівні зіграв у 18 офіційних матчах, забив 4 голи.
2015 року дебютував в офіційних матчах у складі національної збірної ДР Конго.
У складі збірної був учасником Кубка африканських націй 2017 року у Габоні.
| Дата      | Місто      | Господарі  | Результат | Гості    | Турнір                                  | Голи | Примітки |
| --------- | ---------- | ---------- | --------- | -------- | --------------------------------------- | ---- | -------- |
| 28-3-2015 | Абу-Дабі   | Ірак       | 2 – 1     | ДР Конго | товариський матч                        | 1    | 80'      |
| 31-3-2015 | Шарджа     | Ірак       | 1 – 0     | ДР Конго | товариський матч                        | -    | 56'      |
| 29-3-2016 | Луанда     | Ангола     | 0 – 2     | ДР Конго | Відбір до Кубка африканських націй 2017 | -    | 90+4'    |
| 25-5-2016 | Комо       | ДР Конго   | 1 – 1     | Румунія  | товариський матч                        | -    | 78'      |
| 5-6-2016  | Махадзанга | Мадагаскар | 1 – 6     | ДР Конго | Відбір до Кубка африканських націй 2017 | 2    | 83'      |
| 24-1-2017 | Лібревіль  | Того       | 1 – 3     | ДР Конго | Кубок африканських націй 2017           | 1    | 60'      |
| Усього    |            | Матчів     | 8         |          | Голів                                   | 4    |          |

## Титули і досягнення
- Володар Кубка Бельгії (1):

«Стандард»: 2017-18